# Luigi Lezzani
Luigi Lezzani (Roma, 4 dicembre 1818 – Roma, 5 ottobre 1861) è stato un poeta e traduttore italiano.

## Biografia
Rare sono le notizie biografiche. La famiglia Lezzani era originaria di Mendrisio, nel Canton Ticino. Luigi Lezzani sposò Giovanna Massani (1823-1883), figlia del facoltoso avvocato Giuseppe Massani, che era maggiordomo del papa. Giovanna, donna di rara avvenenza, gli diede cinque figli: Paolo, Marianna e Natalia, e altri due che erano ancora bambini quando Luigi morì. Giovanna sposò in seconde nozze il violinista Tullio Ramacciotti.
Tra i poeti della Scuola romana Luigi Lezzani era noto per la profonda cultura classica e come traduttore dal greco. Domenico Gnoli lo ricordava come uomo bizzarro, mai soddisfatto del suo lavoro di poeta e di traduttore. Lo si incontrava per le vie di Roma, a piedi, seguito pazientemente da un cavallo con le briglie lente sul collo. Taciturno e misterioso, capelli lunghi, mostrava aria di sofferenza: bello e impossibile, alla Werther. Si sapeva che stava lavorando a un dizionario etimologico greco.

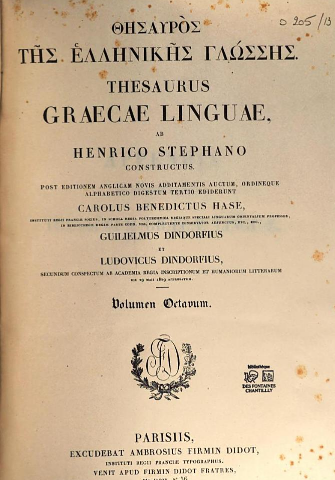
Thesaurus Graecae Linguae di Henricus Stephanus Secundus

Di Luigi Lezzani sono note, e ancora oggi apprezzate, alcune traduzioni delle Odi di Anacreonte, di rara eleganza, in settenari sdoppiati, caratterizzate dall'uso parsimonioso di articoli. Scrisse epigrafi, su commissione. Era amico dei marchesi (principi, dal 1863) Sigismondo e Maria Giustiniani Bandini e compose una ballata in memoria della loro bambina Nicoletta, morta a cinque anni.

### In viaggio
Da sue lettere, pubblicate postume, sappiamo che nel 1847 Luigi Lezzani fece un viaggio a Messina, insieme a un altro poeta della Scuola romana, di cui non sa praticamente nulla: il Bisazza (è un nome, un cognome o un soprannome?), morto poi suicida, che preparava una versione in italiano dell'Apocalisse. A pranzo, a Messina, il Bisazza improvvisò versi per tutti i commensali. Nel 1848 Lezzani visitò Genova e Torino. Nel 1851 lo troviamo a Parigi, accanto alla figlia Marianna che vive in casa di una zia. Dalle sue lettere sappiamo che era associato a Thesaurus Graecae Linguae e a Scriptorum Graecorum Bibliotheca, riviste prestigiose che si pubblicavano a Parigi. A Napoli si recò nel 1856. Di qui scrisse alla moglie: «Ecco come spendo e divido la giornata. Accendo la candela alle quattro. Comincio studiando la Bibbia due ore, poi altre due Omero, quindi fo colazione con caffè ed acquavite, leggendo intanto un'ode d'Orazio; un'altr'ora e mezza circa Lucrezio, il mio poeta; tutto il rimanente Dante. Verso sera esco a passeggiare il più per Villa Reale, tornato, pranzo guardando il Vesuvio che fuma, fuma, gittando ad ora ad ora bagliori di fiamma; finito, spengo il lume e mi metto alla finestra. Allora tutti mi correte alla mente e mi viene da piangere.»

### La morte tragica
La mattina del 5 ottobre 1861, alle 4 e mezza, Luigi Lezzani si mise a gridare che voleva uccidersi. Il giorno prima, senza dare nell'occhio, aveva acquistato due eleganti pistole per duello. Da qualche tempo soffriva di crisi psichiatriche ed era in cura da Giovanni Gualandi, il medico che stava tentando di umanizzare il manicomio di Santa Maria della Pietà. Il Gualandi, facendosi scudo con una sedia, tentò di disarmarlo, ma Luigi si sparò un colpo alla testa. Luigi Lezzani fu sepolto nella chiesa di San Girolamo dei Croati o degli Schiavoni, al Porto di Ripetta. Il suo monumento funebre (nella terza cappella laterale destra) fu realizzato nel 1862 dallo scultore Ignazio Jacometti che scolpì anche la statua di Mosè a piazza di Spagna, a Roma.
Le ultime due lettere conosciute di Luigi Lezzani, datate agosto 1861, poche settimane prima della sua morte, sono spedite da Gallese, un piccolo comune del Lazio, dove è presumibile che fosse andato per incontrare sua figlia Natalia, appena sposata. Natalia sposò un vedovo di venti anni più anziano di lei: il duca Jules Hardouin, Marchese delle Rocchette e di Gallese. Il 17 giugno 1862 nasceva Luigi e il 30 gennaio 1864 nasceva Maria. Natalia è la madre di Maria Hardouin di Gallese, che sposò Gabriele D'Annunzio.

## Opere

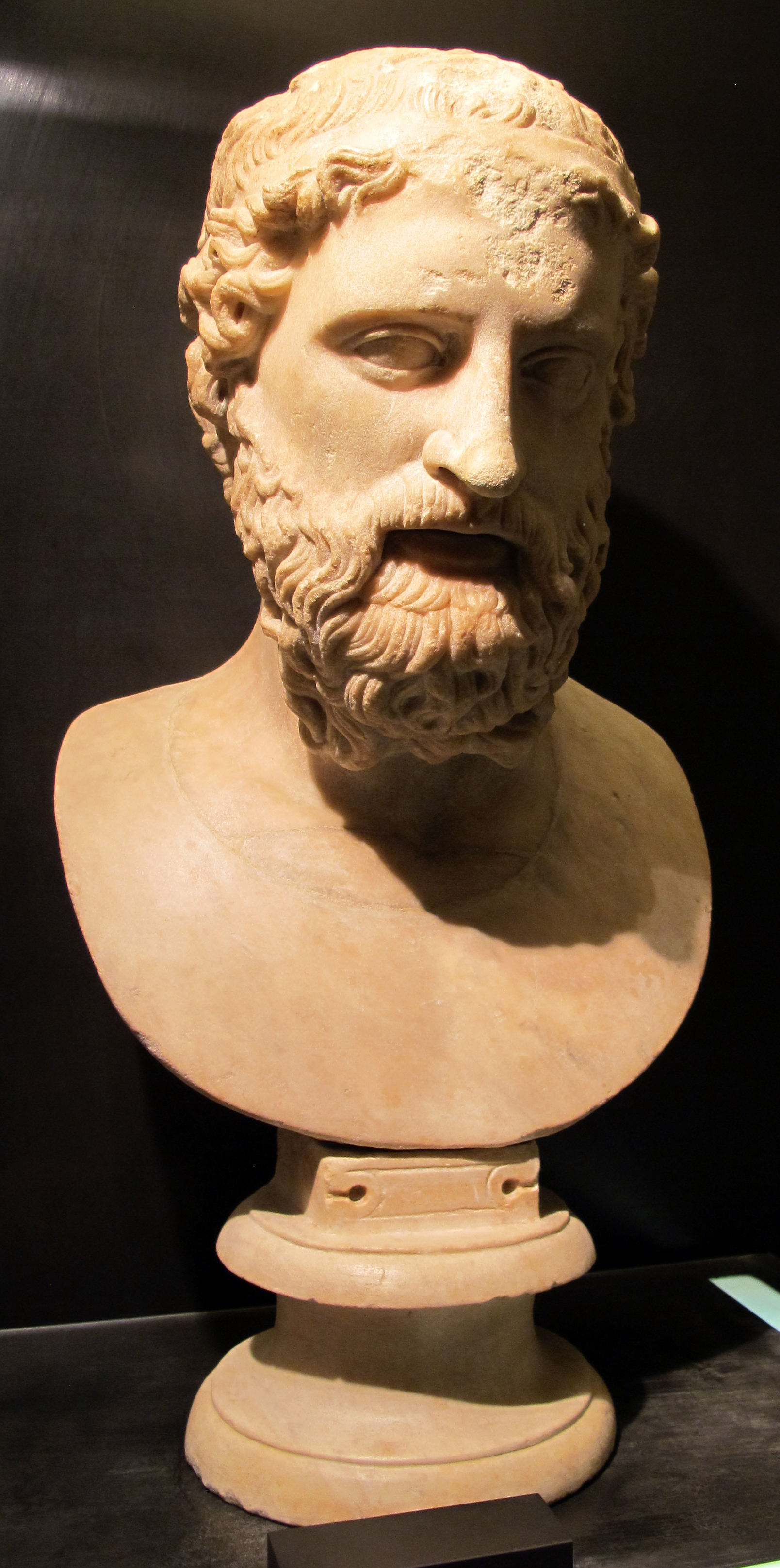
Arte romana, Testa di Anacreonte, 130-140 d.C.

- Poesie e lettere, Firenze, a cura di Ignazio Ciampi, Le Monnier, 1862 (postume)

ἐπὶ λωτίναις τε ποίαις

στορέσας θέλω προπίνειν.

ὁ δ᾿ Ἔρως χιτῶνα δήσας

ὑπὲρ αὐχένος παπύρῳ

μέθυ μοι διακονείτω·

τροχὸς ἅρματος γὰρ οἷα

βίοτος τρέχει κυλισθείς,

ὀλίγη δὲ κεισόμεσθα

κόνις ὀστέων λυθέντων.

τί σε δεῖ λίθον μυρίζειν;

τί δὲ γῇ χέειν μάταια;

ἐμὲ μᾶλλον, ὡς ἔτι ζῶ,

μύρισον, ῥόδοις δὲ κρᾶτα

πύκασον, κάλει δ᾿ ἑταίρην·

πρίν, Ἔρως, ἐκεῖ μ᾿ ἀπελθεῖν

ὑπὸ νερτέρων χορείας,

σκεδάσαι θέλω μερίμνας.»
(Anacreontica 32 West, tradotta da Luigi Lezzani)